# Palissade de saules

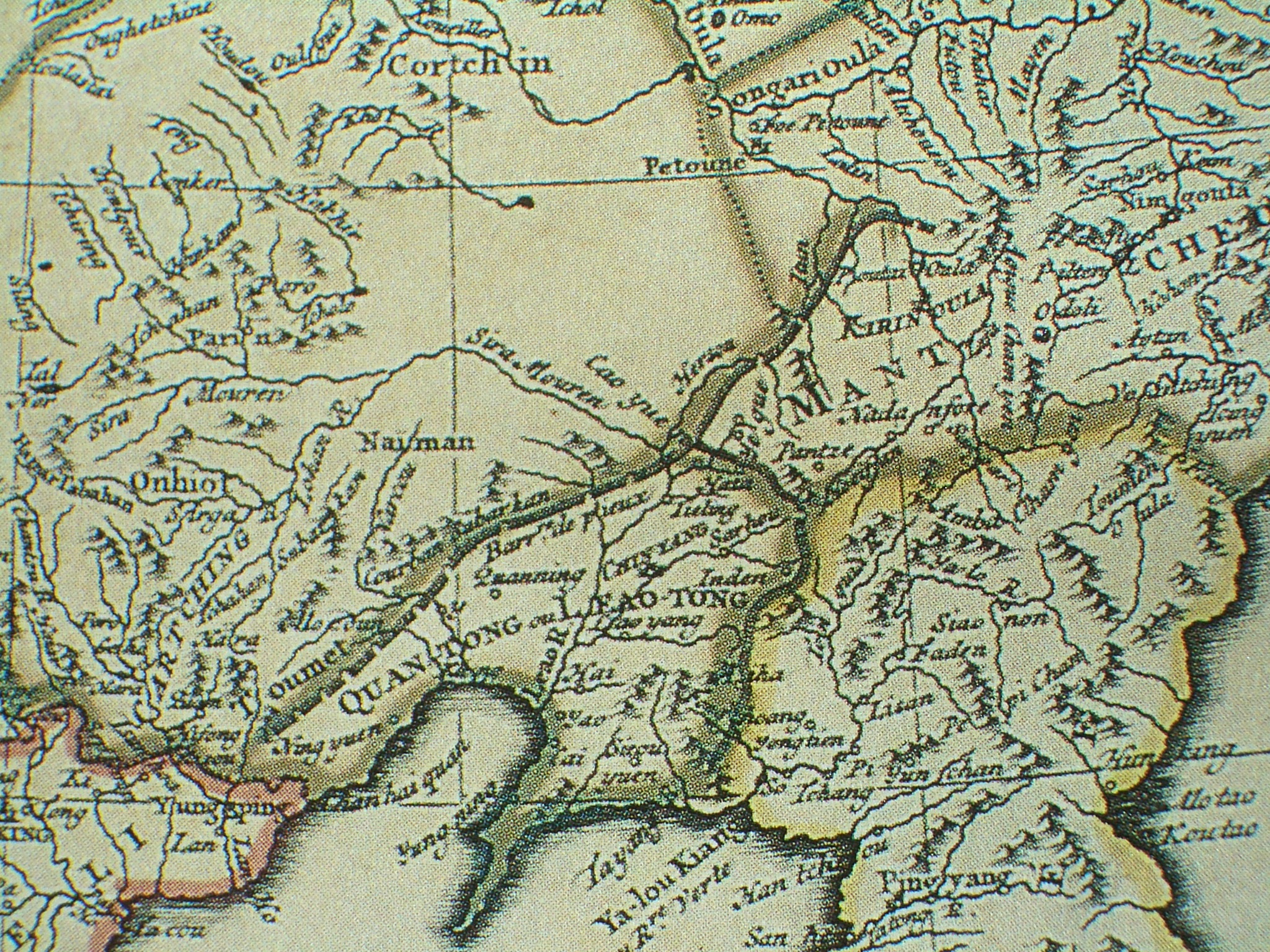
La palissade de saules, ici nommée « Barrière de pieux », sur une carte française de la Chine datée de 1737.

La palissade de saules ou palissade des saules, en chinois 柳條邊, retranscrit en translitération pinyin Liǔtiáo Biān ou liutiaobian, et en  mandchou ᠪᡳᡵᡝᡤᡝᠨ ᠵᠠᠰᡝ, est un ancien système de fortifications situé en Mandchourie.
Édifié sous la dynastie Qing à la fin du XVIIe siècle, ce système comprenait un ensemble de fossés et de remblais plantés de saules, d'où son nom.
La fonction de la barrière était de limiter les déplacements internes à la Mandchourie, et de séparer physiquement les Mongols des Mandchous.

## Historique

### Contexte
Au sud-est de la palissade de saules, un front pionnier paysan est progressivement mis en place sous la dynastie Ming, du XIVe siècle au XVIIe siècle.
À cette époque déjà, une première ébauche de muraille est construite.

### But initial
Jusqu'en 1878, la palissade de saules délimite l'espace interdit à l’immigration chinoise au nord de Shenyang. En effet, la dynastie Qing est d'origine mandchoue et veille jalousement à ce que son peuple d'origine ne soit pas lésé par l'immigration chinoise,.

## La palissade

### Construction
De 1638 à 1681, une première étape de la palissade, longue de huit cents kilomètres, est construite dans le prolongement de la Grande Muraille ; elle est nommée Laobian, ou « vieille frontière ». Par la suite, une extension de deux cent quarante kilomètres est réalisée, et nommée Xinbian, soit  « nouvelle frontière »,.

### Efficacité
Très rapidement, la palissade s'avère insuffisante pour juguler les passages ; dans sa partie septentrionale, la palissade est franchie dès la fin du XVIIIe siècle. Au XIXe, elle a perdu à peu près toute utilité.

### Revendications territoriales ultérieures
Le 7 octobre 1969, la Chine fait une réclamation au gouvernement de l'URSS. En effet, dans le cadre du conflit frontalier de 1969, ce dernier s'appuie sur la construction au XVIIe siècle de la palissade pour affirmer que les territoires situés au nord-ouest de cette structure, et notamment le Heilongjiang, ne seraient « pas chinois ».

## Description

### Parcours

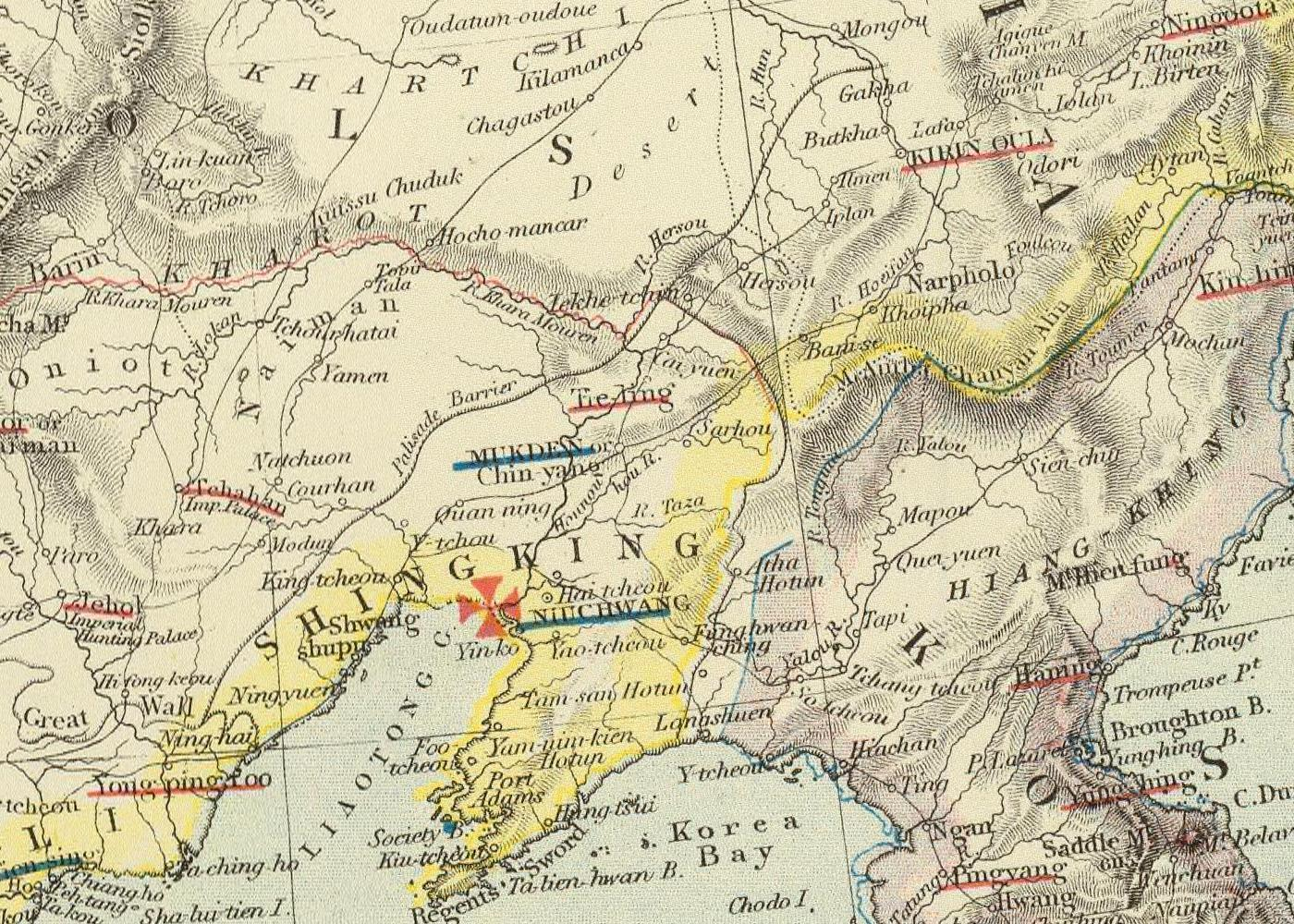
La palissade de saules, ici nommée en sur une carte anglophone de 1883, représentée sous la forme d'une ligne crénelée dirigée du sud-ouest au nord-est.

La muraille commençait à l'est du Hebei, près de Shanhaiguan, sur la rive sud-ouest de la baie de Liaodong. Elle s'appuyait par endroits sur s'anciennes parties de la Grande Muraille tombées en ruines. Au nord-est, la première mouture de la palissade atteint Weiyuanbao, au nord-est de Shenyang ; au sud-est elle se prolonge jusqu'à Xinbin, et au sud-ouest jusqu'à Fengcheng.
L'extension du Xinbian permet à la palissade d'atteindre au nord-est Fate (en), près de la rivière Songhua au nord de Jilin.

### Composition
La structure de la barrière était assez sommaire. Elle comprenait un remblai d'environ quarante pouces, soit un mètre, en hauteur comme en largeur, précédée au nord-est par un fossé équivalent. Le long du sommet du talus, des branches de saule étaient plantées à raison de trois plants par mètre, en trois rangées parallèles. Au fur et à mesure que les branches devenaient des arbres et propageaient leurs propres branches aux arbres adjacents, une épaisse barrière de saules émergeait.
Néanmoins, la palissade de saules était plus une barrière symbolique que physique. La plus grande partie de la palissade a totalement disparu, à l'exception de quelques monticules préservés.